# Медвєжково
Медвєжково (рос. Медвежково) — присілок в Ковернинському районі Нижньогородської області Російської Федерації.
Населення становить 44 особи. Входить до складу муніципального утворення Скоробогатовська сільрада.

## Історія
Від 2009 року входить до складу муніципального утворення Скоробогатовська сільрада.

## Населення
| 2002 | 2010 |
| ---- | ---- |
| 33   | ↗44  |